# 大橋宗桂 (8代)
八代 大橋 宗桂（はちだい おおはし そうけい、1714年（正徳4年） - 1774年6月28日（安永3年5月20日））は江戸時代の将棋指し。八段。将棋家元三家の1つである大橋家の当主。元々は伊藤家出身で幼名は宗寿。五世名人二代伊藤宗印の子（三男）。伊藤印達（五段）、三代伊藤宗看（七世名人）は兄。伊藤看恕（七段）
初代伊藤看寿（贈名人）は弟。九代大橋宗桂（八世名人）の父。

## 生涯
1713年に長く名人を務めた五代大橋宗桂（四世名人）と、長兄の印達の好敵手であった六代大橋宗銀を相次いで亡くした大橋家は再び断絶の危機を迎えた。
急遽跡を継いだのが七代大橋宗桂であり、1715年より御城将棋に出勤した。だが、前歴も明らかではなく、また力も芳しいものではなかった。
1714年に生まれた宗寿は1723年に父の二代宗印を亡くした後、1724年、11才で大橋家の養子に入った。この年の御城将棋に初出勤し、名人位を襲っていた大橋分家の三代大橋宗与（六世名人）と飛車香落ちで対戦し勝利する。
やがて七代宗桂は引退し宗寿が八代宗桂を襲名する。1728年、三代宗与に代わって兄の七世名人三代宗看の時代となると、大橋家の当主として、大橋分家の四代大橋宗与や伊藤家の後継者となった弟の初代看寿と次期名人位を競ったが、次第に棋力を向上させた弟の看寿に圧倒されている。
1755年、御城将棋で兄の宗看と対戦。左香車落されで勝利する。この年に嫡子の印寿（のちの九代宗桂）が12歳で初出勤している。
1760年に弟の看寿、1761年に兄の宗看が没し、将棋所（名人）は空位となった。
1763年、御城将棋では従来は認められていなかった印寿との親子対戦を願い出て、将軍徳川家治の許可を得て、御好での対戦を認められている（角落で負け、右香落ちで勝ち）。
1764年に八段に昇段した。同年に長く八段を務めた四代大橋宗与が没しており、この時点で宗桂が家元の最高実力者となった。
子の印寿や1763年に早世した甥の四代得寿の跡を受けて養子に入り伊藤家を継いだ五代伊藤宗印、大橋分家を継いだ五代大橋宗順と共に将棋界を支える一方で、1765年、献上図式の慣行に従い『象戯図式（通称「将棋大綱」）』を開板したが（序文は林信充）、1774年に61歳で没するまで名人を襲位することはなかった。

## 参考資料
- 加藤治郎『日本将棋大系　第3巻　五代大橋宗桂・宗銀＝印達』（筑摩書房、1978年）
  - 山本亨介「人とその時代三（五代大橋宗桂・大橋宗銀・伊藤印達）」（同書253頁所収）
- 花村元司『日本将棋大系　第4巻　二代伊藤宗印・三代大橋宗与』（筑摩書房、1978年）
  - 山本亨介「人とその時代四（二代伊藤宗印・三代大橋宗与）」（同書247頁所収）
- 大山康晴『日本将棋大系　第5巻　三代伊藤宗看』（筑摩書房、1978年）
  - 山本亨介「人とその時代五（三代伊藤宗看）」（同書247頁所収）
- 原田泰夫『日本将棋大系　第6巻　伊藤看寿』（筑摩書房、1979年）
  - 山本亨介「人とその時代六（伊藤看寿）」（同書249頁所収）
- 有吉道夫『日本将棋大系　第7巻　九代大橋宗桂』（筑摩書房、1979年）
  - 山本亨介「人とその時代七（九代大橋宗桂）」（同書237頁所収）